# Tom Pryce

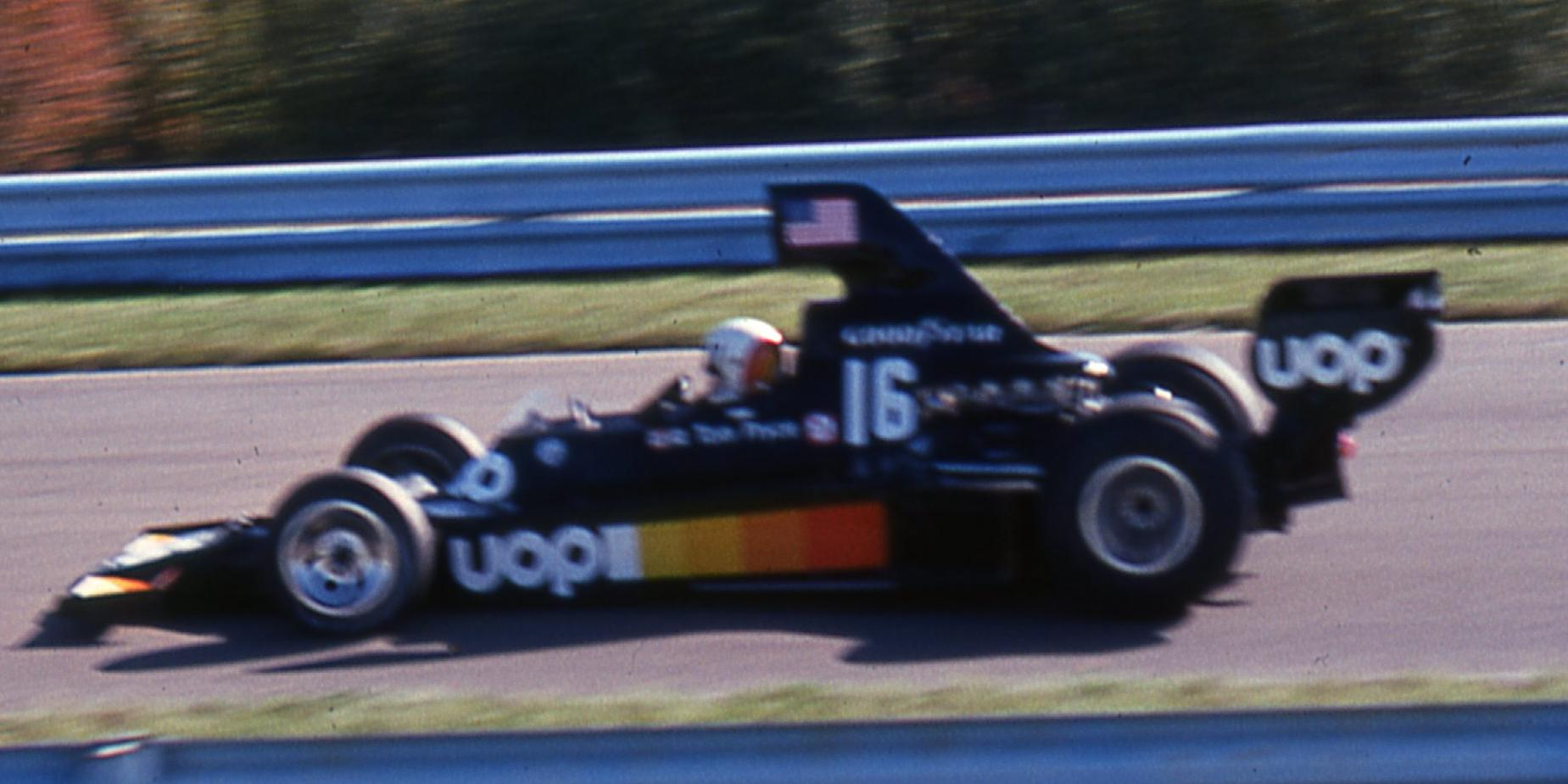
Tom Pryce al Gran Premi dels Estats Units de 1975.

 Tom Pryce  va ser un pilot de curses automobilístiques gal·lès que va arribar a disputar curses de Fórmula 1.
Va néixer l'11 de juny del 1949 a Ruthin, Gal·les i va morir el 5 de març del 1977 en un accident quan disputava el GP de Sud-àfrica al circuit de Kyalami.

## A la F1
Tom Pryce va debutar a la cinquena cursa de la temporada 1974 (la 25a temporada de la història) del campionat del món de la Fórmula 1, disputant el 12 de maig del 1974 el GP de Bèlgica al circuit de Nivelles.
Va participar en un total de quaranta-dues curses puntuables pel campionat de la F1, disputades en quatre temporades consecutives (1974-1977) aconseguint dos podis(tercer lloc) com millor classificació en una cursa i assolí dinou punts pel campionat del món de pilots.

## Resultats a la Fórmula 1
| Any  | Equip                  | Xassís | Motor    | 1      | 2       | 3         | 4       | 5       | 6     | 7       | 8       | 9       | 10      | 11      | 12      | 13     | 14      | 15      | 16      | 17  | Posició | Punts |
| ---- | ---------------------- | ------ | -------- | ------ | ------- | --------- | ------- | ------- | ----- | ------- | ------- | ------- | ------- | ------- | ------- | ------ | ------- | ------- | ------- | --- | ------- | ----- |
| 1974 | Token Racing           | Token  | Cosworth | ARG    | BRA     | SUD       | ESP     | BEL Ret | MON   | SUE     |         |         |         |         |         |        |         |         |         |     | 18è     | 1     |
| 1974 | UOP Shadow Racing Team | Shadow | Cosworth |        |         |           |         |         |       |         | HOL Ret | FRA Ret | GBR 8   | ALE 6   | AUT Ret | ITA 10 | CAN Ret | USA NC  |         |     | 18è     | 1     |
| 1975 | UOP Shadow Racing Team | Shadow | Cosworth | ARG 12 | BRA Ret |           |         |         |       |         |         |         |         |         |         |        |         |         |         |     | 10è     | 8     |
| 1975 | UOP Shadow Racing Team | Shadow | Cosworth |        |         | SUD 9     | ESP Ret | MON Ret | BEL 6 | SUE Ret | HOL 6   | FRA Ret | GBR Ret | ALE 4   | AUT 3   | ITA 6  | USA NC  |         |         |     | 10è     | 8     |
| 1976 | Shadow Racing Team     | Shadow | Cosworth | BRA 3  | SUD 7   | O.USA Ret | ESP 8   | BEL 10  | MON 7 | SUE 9   | FRA 8   | GBR 4   | ALE 8   | AUT Ret |         |        |         |         |         |     | 12è     | 10    |
| 1976 | Shadow Racing Team     | Shadow | Cosworth |        |         |           |         |         |       |         |         |         |         |         | HOL 4   | ITA 8  | CAN 11  | USA Ret | JAP Ret |     | 12è     | 10    |
| 1977 | Shadow Racing Team     | Shadow | Cosworth | ARG NC |         | SUD MORT  | O.USA   | ESP     | MON   | BEL     | SUE     | FRA     | GBR     | ALE     | AUT     | HOL    | ITA     | USA     | CAN     | JPN | -       | 0     |
| 1977 | Shadow Racing Team     | Shadow | Cosworth |        | BRA Ret |           |         |         |       |         |         |         |         |         |         |        |         |         |         |     | -       | 0     |

### Resum[2]
| Curses: | Victòries: | Pòdiums: | Poles: | Voltes ràpides: | Punts: |
| ------- | ---------- | -------- | ------ | --------------- | ------ |
| 42      | 0          | 2        | 1      | 0               | 19     |